# Бороздин, Николай Михайлович
Никола́й Миха́йлович Борозди́н (1777—1830) — генерал от кавалерии, генерал-адъютант русской императорской армии; брат генералов М. М. Бороздина и А. М. Бороздина.

## Биография
Происходил из дворян Псковской губернии, потомок старинного русского дворянского рода Бороздиных. Родился 2 (13) ноября 1777 года (Русский провинциальный некрополь указывает дату: 2 октября) — сын генерал-поручика Михаила Саввича Бороздина (1740—23.01.1796; умер от чахотки) от брака его с Анастасией Андреевной Крекшиной (1743—09.02.1802; умерла от чахотки).
До 11 лет получал домашнее образование; 1 июня 1788 года поступил в Петришуле, в котором воспитывался до 1794 года. Ещё в 1782 году, по распространённой тогда практике, был записан рядовым в лейб-гвардии Преображенский полк; 10 января 1784 года произведён в сержанты и 11 марта того же года переведён вахмистром в лейб-гвардии Конный полк. На действительную военную службу был зачислен после окончания Петришуле; 1 января 1794 года был произведён в корнеты, 29 ноября 1796 года переведён в лейб-кирасирский Его Величества полк, 5 апреля 1797 года возвращён в лейб-гвардии Конный полк; 17 сентября 1797 года произведён в поручики, 18 августа 1798 — в штабс-ротмистры, 7 июня 1799 года — в ротмистры; 4 октября 1799 года переведён в Кавалергардский полк и 11 января 1800 года был произведён в полковники.
Стал участником заговора против Павла I. В 1802—1830 член Петербургского Английского собрания. С 23 мая 1803 — флигель-адъютант.
Летом 1806 года сформировал Финляндский драгунский полк, шефом которого и был назначен 17 августа 1806 года.
Участвовал в 1805 и 1807 годах в боевых действиях против французской армии. Командуя авангардом в корпусе князя Горчакова, Николай Михайлович Бороздин отличился под Гутштадтом (орден Св. Георгия 4-го класса) и Гейльсбергом (золотая шпага).
В 1808 году Бороздин был назначен со своим полком в состав армии, в Финляндии. По-прежнему командуя авангардами различных отрядов, Бороздин под Аберфорсом атаковал с одним эскадроном своих драгун шведскую 4-орудийную батарею и взял её, затем занял Ловизу, с боем вытеснил шведский отряд с позиции у Форсбю и затем, взяв Борго и Тавасгуст, содействовал Багговуту в отражении высадок шведских генералов Фегерана и Бойе.
В 1810 году Бороздин был назначен командиром 1-й бригады 1-й кирасирской дивизии, а в 1811 году ему поручено было формирование Астраханского кирасирского полка.
Масон, Первый надзиратель ложи «Соединённые друзья». Секретарь капитула «Феникс» в 1811 году, командор капитула с 1817 года. Орденское имя: Рыцарь вооружённого льва. Девиз: Не безнаказанно нападать. Наместный мастер ложи «Владимир к порядку» в 1814 году (затем — Великая провинциальная ложа). С 1817 года мастер стула и почётный мастер стула петербургской ложи «Трёх добродетелей». С 1819 года командор верховной и шотландской директорий.
Во главе кирасирской бригады Бороздин принял участие в Отечественной войне, в составе 1-й армии и в Бородинском сражении, многократно водил её в атаку на французскую кавалерию Нансути и Латур-Мобура. За Бородино Бороздин был награждён орденом Св. Георгия 3-го класса.
В ноябре Николай Михайлович Бороздин командовал летучим отрядом, поддерживавшим связь между главными силами (Кутузов) и авангардом (Милорадович). С этим отрядом Бороздин гнал французов от Красного до Березины.
Сдав в Вильне по болезни свой отряд генералу Дибичу, Бороздин вернулся в армию лишь в июне 1813 года, когда она была уже в заграничном походе, и был назначен командиром 1-й драгунской дивизии, с которой и принял участие в военных действиях Силезской армии (Блюхер) и в Лейпцигской битве.
В 1814 году Бороздин участвовал в Осаде Меца, после чего, на глазах императора Александра, в сражении при Фер-Шампенуазе, несколько раз атаковал французские колонны и вынудил их сложить оружие. По возвращении в Россию был назначен в 1816 году командующим IV резервным кавалерийским корпусом, в 1820 году генерал-адъютантом и в 1826 году был произведён в генералы от кавалерии.
Член Верховного уголовного суда по делу декабристов. Во время русско-турецкой войны 1828—1829 гг. командовал сводным корпусом, охранявшим тыл армии и княжества Валахия и Молдавия; защищал тыл переправившейся через Дунай армии. По болезни покинул театр военных действий. В 1829 году вышел в отставку.
Умер от водянки 14 (26) ноября 1830 года и был похоронен в склепе под церковью на погосте в своём имении, селе Костыжицы Порховского уезда Псковской губернии.

## Семья
Красавец собой, музыкант, обладавший хорошим голосом, ловкий в фехтовании, прекрасный наездник и танцор, отлично образованный, Бороздин в молодости кружил головы женщинам и до старости сохранил видную наружность. При Павле I был посажен на 6 недель в крепость — официально «за хвастовство», за то, что хвалился, что будет флигель-адъютантом, а, как говорили, будто бы потому, что имел несчастье понравиться княгине А. П. Гагариной. Имея хорошие средства, вел роскошную жизнь. Прямой и крайне вспыльчивый, он был очень взыскателен по службе, вне же службы — добр и снисходителен. В своей семейной жизни он не был счастлив.
21 февраля 1804 года Николай Михайлович женился на Елизавете Александровне Жеребцовой (1787—25.01.1841), дочери известной красавицы О. А. Жеребцовой и племяннице фаворитов Екатерины II Зубовых. За заслуги мужа 18 июля 1818 года была пожалована в кавалерственные дамы Ордена Святой Екатерины (меньшого креста). Брак закончился скандалом, который наделал много шума в петербургском обществе.
Во время отсутствия мужа Елизавета Александровна завязала роман с военнопленным французским генералом Пире (1778—1850) и забеременела от него. Вернувшись неожиданно в Петербург из Воронежа, где стоял его корпус, Бороздин узнал о позоре и немедленно подал прошение Александру I о разводе с женой. Император уговорил его дать своё имя ребёнку и отправить жену вместе с новорождённым заграницу. Бороздин отписал жене все имения при условии, что она никогда больше не вернётся в Россию. Елизавета Александровна вместе с сыном Владимиром (30.07.1818— ?) уехала в Париж, где её ждал генерал Пире. Скончалась от сухотки в Париже, похоронена на кладбище Монмартр, позже её прах был перевезен в Россию и перезахоронен в имении Бороздиных Порховского уезда.
Бороздин остался без средств с пятерыми детьми на руках в возрасте от 4 до 15 лет в России. Последние годы он жил в имении своей старшей дочери Елизаветы. В 1830 году приехал в Петербург на выпуск из Екатерининского института двух младших дочерей, тяжело заболел и 14 ноября скончался. Император через Бенкендорфа передал умирающему, чтобы тот был спокойным за малолетних сироток и что он сам будет «их отцом». Николай I сдержал своё слово.

### Дети
- Елизавета Николаевна (22.12.1805—17.06.1865), замужем за статским советником Николаем Фёдоровичем Казаковым (1797—1851). Супруги похоронены в Донском монастыре в Москве.
- Александр Николаевич (04.03.1806[13]—05.03.1866), крещен 5 марта 1806 года в церкви Св. Двенадцати апостолов при Главном управлении почт и телеграфов при восприемстве дяди А. А. Жеребцова и девицы графини Е. Д. Зубовой; действительный статский советник, похоронен рядом с родителями в селе Костыжицы Порховского уезда Псковской губернии.
- Ольга Николаевна (27.06.1807—25.08.1871), фрейлина, замужем (с 1839) за генерал-майором Ф. И. Мосоловым (1771—1844). По словам современницы, она «была нехороша собой, глуповата, но очень добра; муж её был богат и ужасен»[14] он «очень дурно с ней обходился и по высочайшему повелению их разлучили, приказав ему выдавать жене ежегодно 25 тысяч ассигнациями»[15].
- Анастасия Николаевна (11.10.1809—19.11.1877[16]), фрейлина двора, «пела как соловей», её голосом восхищалась знаменитая итальянская певица Каталани. Замужем (с 16.05.1834) за князем Николаем Александровичем Урусовым (1808—1843). Венчались в Петербурге в Придворном соборе в Зимнем дворце[17].
- Наталья Николаевна (05.01.1817[18]—29.05.1853), крещена 10 января 1817 года в Преображенском соборе при восприемстве дяди А. М. Бороздина и графини Н. А. Зубовой; с 1835 года фрейлина великой княжны Ольги Николаевны, с 1846 года дежурная фрейлина императрицы; к ней некоторое время был неравнодушен юный великий князь Александр Николаевич. С 1848 года замужем за Гавриилом Петровичем Каменским (1824—1898), брак был неудачен. Каменский нашел плохо оплачиваемый пост корреспондента Министерства финансов в Лондоне, где они жили в очень тяжелых условиях, почти в нужде. Один за другим у них стали появляться дети[19]. Скончалась от чахотки в Лондоне. Похоронена на кладбище Кенсал-Грин[20].